# آلکادسو

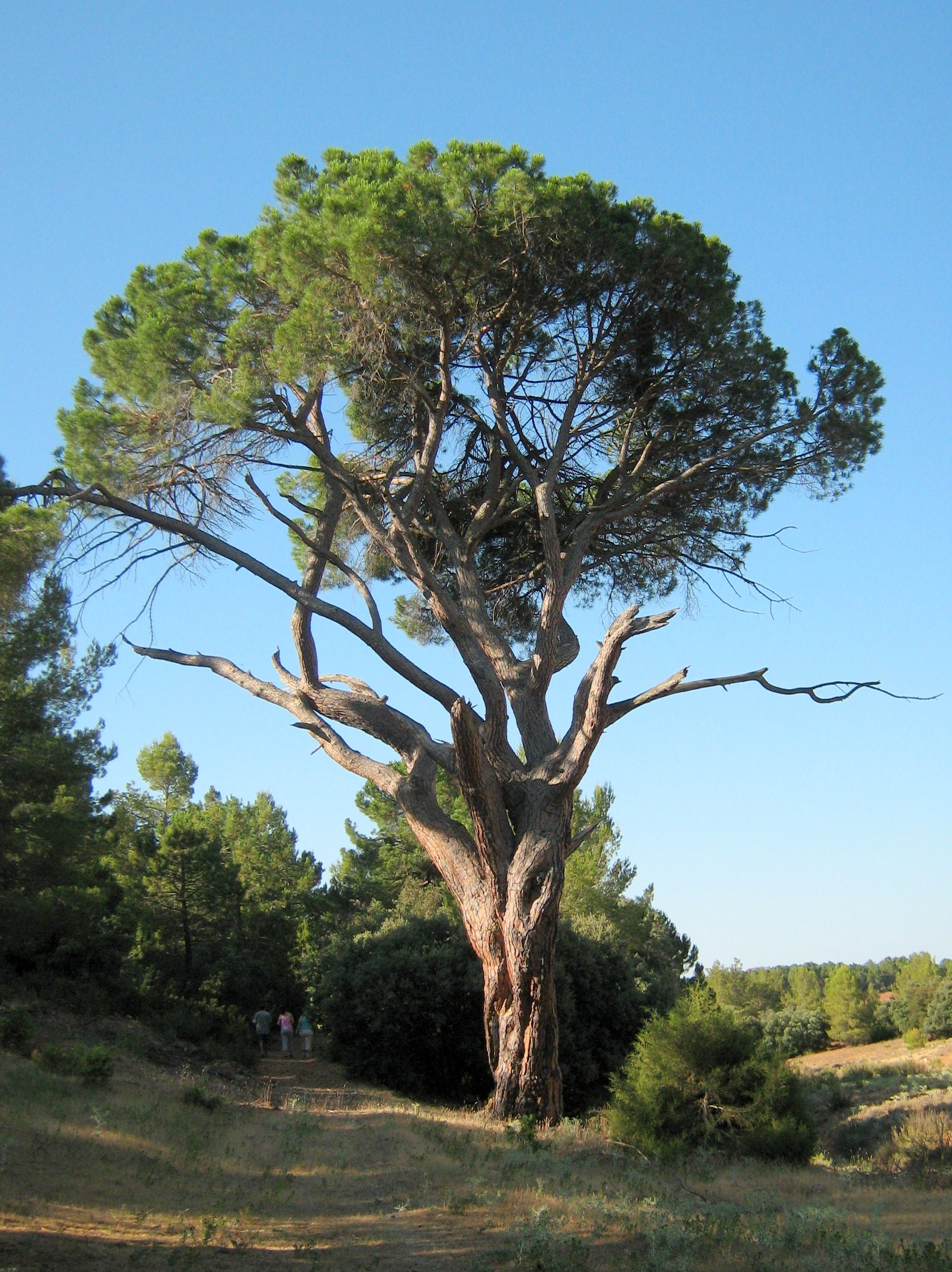
نمایی از دهستان آلکادسو در استان آلباستهٔ اسپانیا – ۲۰۰۹

آلکادسو دهستانی در استان آلباستهٔ اسپانیا است.
در این دهستان ۷۷۴ نفر زندگی می‌کنند. مساحت این دهستان ۹۹٫۴۲ کیلومتر مربع است.